# Otto Zeier

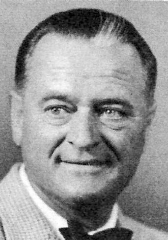
Otto Zeier um 1950

Otto Zeier (* 28. August 1898 in Aesch; † 20. Oktober 1960 in Kriens) war ein Schweizer Architekt.

## Leben
Otto Zeier war der Sohn von Elisabeth Louise Wermelinger und Joseph Zeier. Während seiner Kindheit zog seine Familie mit ihm nach Kriens (Kanton Luzern). Nach einer Lehre studierte er Architektur.
Einige Jahre später kehrte er  nach Kriens zurück, wo er ein eigenes Architekturbüro gründete und unter anderem zum Aufbau von Infrastrukturen wie dem 1955 gebauten zweiten Gebäude des Schulhaus-Ensembles Kirchbühl beitrug. Ebenfalls renovierte er 1937/38 die bekannte Sankt Gallus-Kirche der Stadt Kriens.
Er starb unverheiratet am 20. Oktober 1960 in Kriens und ist auf dem Friedhof der Sankt Gallus-Kirche in einem Familiengrab beerdigt.